# Bernhard Lundgren
För fotografen, se Bernhard Lundgren (fotograf)
Sven Anders Bernhard Lundgren, född 19 februari 1843 i Malmö, död 7 januari 1897 i Lund, var en svensk paleontolog och geolog.
Lundgren blev student vid Lunds universitet 1860, filosofie doktor 1865, docent i paleontologi 1867 och extra ordinarie professor i geologi vid Lunds universitet 1880.  Efter Skånska nationens delning blev han 1890 den förste inspektorn för Ystads nation.
År 1871 finansierade den danska regeringen en studieresa till Island som Lundgren gjorde tillsammans med professor Frederik Johnstrup i Köpenhamn. Lundgren besökte de flesta länderna i västra Europa, resor som bekostades av stipendier från Riksstaten och Letterstedtska föreningen.
Lundgren forskade i huvudsak om Skånes mesozoiska berggrund i såväl geologiskt som paleontologiskt hänseende. Han publicerade en mängd uppsatser i akademiers och lärda samfunds skrifter. Lundgren gav ut Nils Peter Angelins efterlämnade beskrivning till dennes geologiska översiktskarta över Skåne.